# نيكي غريست
نيكي غريست (بالإنجليزية: Nicky Grist)‏ مواليد 1 نوفمبر 1961، هو سائق راليات ويلزي سابق بدأ مسيرته في سنة 1985. كان أول رالي له هو رالي ويلز 1985. فاز بـ 21 سباق رالي. صعد على المنصة 48 مرة خلال مسيرته.

## سجل الفوز
- رالي الأرجنتين 1993
- رالي سفاري 2002

## روابط خارجية
- نيكي غريست على موقع IMDb (الإنجليزية)